# 磯風號列車

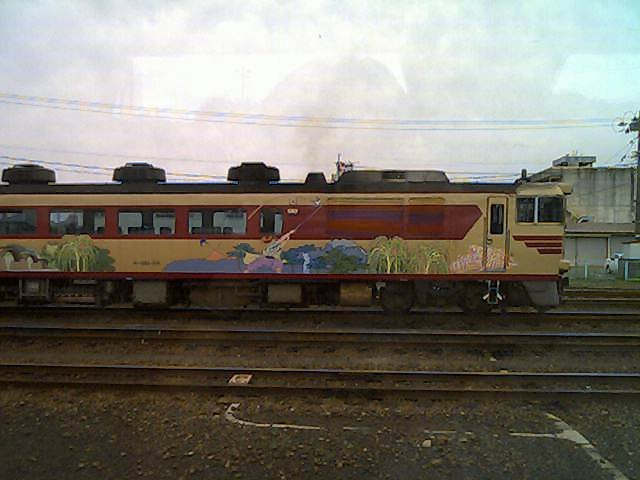
「磯風」於部分時期使用的特別列車

磯風（日语： Isokaze */?）號列車是由西日本旅客鐵道（JR西日本）和九州旅客鐵道（JR九州）運行於益田站至小倉站之間的特別急行列車。曾經該列車由日本國有鐵道（國鐵）營運，當初列車行走於米子站至博多站之間。列車途經山陰本線、山陽本線和鹿兒島本線。
此條目同時記載連接山陰地方至九州之間的優等列車之演變。

## 概要
特急「磯風」是由特急「松風」系統分割出來而成。在1985年3月14日起，開始行走於米子站至博多站之間。
由於小倉站至博多站之間增加了特急「日輪」班次，在1993年3月18日起，「磯風」行走區間縮短至米子站至小倉站之間。在2001年7月7日起，米子站至益田站之間區間由「超級松風」取代，使「磯風」進一步縮短至行走益田站至小倉站之間。最後在2005年3月1日，特急「磯風」被廢除。
另外，「磯風」這個列車名稱在1965年至1968年之間，曾被用作行走於大阪站至九州之間（經山陽本線）的特急列車之列車愛稱。詳情參見下面段落。

## 廢除前的運行概況
截至列車廢除前，益田站至小倉站之間只有1個往返班次。另外也有1個往返出入廠（下關地域鐵道部的下關車輛管理室）班次，行走於下關站至小倉站之間。
在2001年7月時間表修正中進行系統分割，列車於益田站可轉乘「超級松風」3號和10號。但是，於益田站沒有轉乘車票制度。
列車編號沒有因行走線區而變更，下行為29D，上行為30D

### 特急「磯風」停車站
益田站 - 東萩站 - 長門市站 - 瀧部站 - 川棚溫泉站 - 下關站 - 小倉站
在剛剛開設特急「磯風」時，停車站如下：
米子站 -（安來站）- 松江站 -（宍道站）- 出雲市站 - 大田市站 - 江津站 - 濱田站 - 益田站 - 東萩站 - 長門市站 -（瀧部站）- 川棚溫泉站 - 下關站 - 小倉站 - 黑崎站 - 博多站
- （　）是1985年3月13日前特急「松風」通過的車站。在1985年3月14日至1993年3月17日之間，停車站沒有變更。

### 使用車輛
特急「磯風」使用JR西日本下關地域鐵道部所屬，由下關車輛管理室配置的KiHa181系柴油列車。只有普通車廂，以3卡編成行走。

### 急行「三瓶」停車站
(變為臨時列車前)
米子站 - 安來站 - 揖屋站 - 松江站 - 宍道站 - 出雲市站 - 大田市站 - 仁萬站 - 溫泉津站 - 江津站 - 濱田站 - 三保三隅站 - 益田站 - 江崎站 - 須佐站 - 奈古站 - 東萩站 - 玉江站 - 長門市站 - 長門古市站 - 人丸站 - 瀧部站 - 長門二見站 - 小串站 - 川棚溫泉站 - 安岡站 - 下關站 - 小倉站

### 使用車輛
KiHa58、28系柴油列車

## 關西與九州之間聯絡列車「磯風」之演變
- 1965年（昭和40年）10月1日：特急「磯風」開始營運，行走大阪站至宮崎站之間，途經東海道本線、山陽本線、日豐本線。列車編號為1D、2D。
  - 使用KiHa82系柴油列車（日语：国鉄キハ82系気動車）13卡編成行走。列車靠近宮崎一方的6卡於大分站解併結。
- 1967年（昭和42年）10月1日：行走於新大阪站至佐世保站、大分站之間的柴油列車特急「綠」中，於大分站到發的列車改用電動列車。「綠」於佐世保站到發的列車繼續服務。在「磯風」中，原本於大分站解併結，改為於小倉站解併結，被解併結的編成改為前往佐世保站（途經筑豐本線）。原本「磯風」的1D、2D變成了於佐世保站到發的列車編號，而宮崎站到發的列車編號變成了2001D、2002D。
- 1968年（昭和43年）10月1日：實施「4・3・10（日语：ヨンサントオ）」時間表修正。「磯風」於佐世保站到發的列車編入至「鷗」。宮崎站到發的列車改名為「日向」，「磯風」這個列車名稱消失了。

「磯風」廢除當時的停車站
大阪站 - 三之宮站 - 姬路站 - 岡山站 - 三原站 - 廣島站 - 岩國站 - 德山站 - 小郡站（現時：新山口站） - 下關站 - 小倉站 - 直方站 - 飯塚站 - 鳥栖站 - 佐賀站 - 武雄站（現時：武雄溫泉站） - 早岐站 - 佐世保站／小倉站 - 中津站 - 別府站 - 大分站 - 佐伯站 - 延岡站 - 宮崎站

## 山陰與九州之間之優等列車演變
當時急行列車的行走路線多樣化。特別是急行「三瓶」和「秋吉」，在最頂盛時期，列車會分別途經美禰線、山陰本線或山口線。這是由於在益田站至下關站之間，分別途經上述三線之路線距離相差不大。
益田站 - 下關站之間的營業距離比較
途經山陰本線（經小串站）：162.8公里
途經美禰線（經美禰站）：164.9公里
途經山口線（經山口站）：162.8公里
在這個情況下，當時「宍道」列車於益田站至下關站之間會分成兩列列車，一列途經山陰本線，另一列途經山口線、山陽本線，在兩線匯合點進行解結併。而「八雲」→「八重垣」→「三瓶」列車於長門市站至下關站之間會分成兩列列車，一列途經山陰本線，另一列途經美禰線、山陽本線，在兩線匯合點進行解結併。特別是後者，在1985年「三瓶」不再駛入美禰線前，成為日本唯一列車在行駛途中，把列車分成兩列，分別途經不同路線，然後兩列車在路線匯合點再次連結在一起，這個列車被稱為“離婚、再婚列車”。

### 年表
- 1959年（昭和34年）9月22日：開設行走於米子站至博多站之間（途經山陰本線）的準急列車「八雲」。
- 1960年（昭和35年）9月10日：「八雲」部分編成途經美禰線。
- 1961年（昭和36年）10月1日：原本行走於岡山站至出雲市站之間（途經伯備線）的準急「宍道」，改為行走於宇野站至博多站之間（途經伯備線、山陰本線，於石見益田站〔現時：益田站〕至下關站之間分為途經山陰本線和途經山口線的列車）。
- 1963年（昭和38年）4月1日：途經山口線，行走於山口站至博多站之間的準急「秋吉」之部分編成改於東萩站到發。
  - 另外，「秋吉」於東萩站到發的編成途經美禰線，在厚狹站至博多站之間結併運輸。
- 1964年（昭和39年）
  - 3月20日：原本行走於京都站至松江站之間（途經大阪站、福知山線、山陰本線）的特急「松風」運輸區間改為行走於京都站至博多站之間（途經大阪站、福知山線和山陰本線）。
  - 10月10日：「秋吉」的運輸區間改為濱田站、石見益田站至博多站之間。另外，於濱田站到發編成途經美禰線，於石見益田站到發編成途經山口線。
- 1965年（昭和40年）10月1日：實施時間表修正，設有以下變更（1965年10月1日、11月1日日本國鐵時間表修正（日语：1965年10月1日・11月1日国鉄ダイヤ改正））。
  1. 開設行走於米子站至博多站之間（途經山陰本線）的夜行急行列車「島根」。
  2. 開設行走於米子站至小倉站之間（途經山陰本線）的準急「中海」。
  3. 準急「八雲」的運輸區間延長至行走於米子站至熊本站之間，並改名為準急「八重垣」。
  4. 準急「秋吉」的走線變更，行走於濱田站至東唐津站之間的編成途經山口線和筑肥線，行走於石見益田站至天瀨站之間的編成途經美禰線、日田彥山線和久大本線。兩編成於厚狹站至小倉站之間結併運輸。
  5. 準急「宍道」的運輸區間縮短至宇野站至小郡站（現時：新山口站）之間，途經伯備線、山陰本線和山口線。廢除途經山陰本線的編成。
- 1966年（昭和41年）3月5日：準急「中海」和「秋吉」升級為急行列車。
- 1968年（昭和43年）10月1日：實施4・3・10（日语：ヨンサントオ）時間表修正。「島根」、「中海」和「八重垣」提升服務，均整合為急行「三瓶」（包含季節列車），列車行走於米子站至小郡站之間。
- 1972年（昭和47年）
  - 3月15日：開設急行「萩」，行走於米子站至長門市站之間。
  - 10月2日：特急「松風」的運輸區間縮短至行走於新大阪站、大阪站至博多站之間（途經福知山線、山陰本線）。
- 1975年（昭和50年）3月10日：實施時間表修正，設有以下變更（1975年3月10日日本國鐵時間表修正（日语：1975年3月10日国鉄ダイヤ改正））。
  1. 急行「萩」被使用為新幹線陰陽聯絡巴士（日语：はぎ号）之名稱，因此改名為急行「長門」。
  2. 途經山口線的急行「三瓶」班次被廢除。改為特急「隱岐」行走山口線區間，成為了山陽新幹線的接駁列車。
  3. 急行「秋吉」改為只有行走於濱田站至天瀨站之間（途經美禰線、日田彥山線和久大本線）單獨運輸。途經山口線的編成廢止（小郡站至厚狹站和小倉站至博多站之間）。於山口線內改與急行「津和野」結併（以後的詳情參見「隱岐」）。
- 1978年（昭和53年）10月2日：急行「三瓶」之夜行列車編成改用20系臥鋪車（日语：国鉄20系客車）和12系座席車（日语：国鉄12系客車）。特急「松風」加停位於山口縣豐浦郡豐浦町（現時：下關市）的川棚溫泉站。因此，該站成為了益田站至博多站之間，唯一有特急列車停靠的「町」站。
- 1980年（昭和55年）10月1日：行走於米子站至熊本站之間的急行「三瓶」系統分離。分為行走於米子站至博多站之間的「三瓶」，行走於博多站至熊本站之間的L特急「有明」，「三瓶」在下關站至博多站之間降級為快速列車。同時，急行「秋吉」在下關站至天瀨站之間降級為快速列車。
- 1982年（昭和57年）7月1日：伯備線全線，以及山陰本線伯耆大山站至知井宮站（現時：西出雲站）之間電氣化，同時實施時間表修正。急行「長門」的運輸區間縮短至出雲市站至長門市站之間。
- 1984年（昭和59年）2月1日：急行「三瓶」的夜行列車班次降級至臨時列車。定期「三瓶」只剩下日間班次。
- 1985年（昭和60年）3月14日：實施時間表修正，設有以下變更（1985年3月14日日本國鐵時間表修正（日语：1985年3月14日国鉄ダイヤ改正））。
  1. 特急「松風」1號、4號的運輸區間分割。「松風」改為行走於新大阪站、大阪站至米子站之間。米子站至博多站之間開設特急「磯風」。
    - 當初只有較短的4卡普通車廂編成。而行走時段改變，以配合於米子站轉乘其他列車。

  2. 急行「秋吉」廢除[3]。為了填補服務空缺，急行「長門」的運輸區間變更為濱田站至下關駅、小倉站之間（途經山陰本線）。
  3. 急行「三瓶」的1個往返班次廢除。只剩下1個往返班次，運輸區間只剩下米子站至下關站、小倉站之間（途經山陰本線）。美禰線內再沒有急行列車行走。
  4. 在這個修正中，除了行走於米子站至益田站之間的「三瓶」1個往返班次、「千鳥」、「長門」、夜行的「大山」外，其餘急行列車降級為快速列車。
- 1986年（昭和61年）11月1日：特急「磯風」減至3卡編成[4]。
- 1992年（平成4年）3月14日：急行「長門」廢除。
- 1993年（平成5年）3月18日：特急「磯風」的運輸區間縮短至米子站至小倉站之間。而小倉站至博多站之間區間以特急「日輪」增加班次以填補該空缺。廢除日的急行「三瓶」

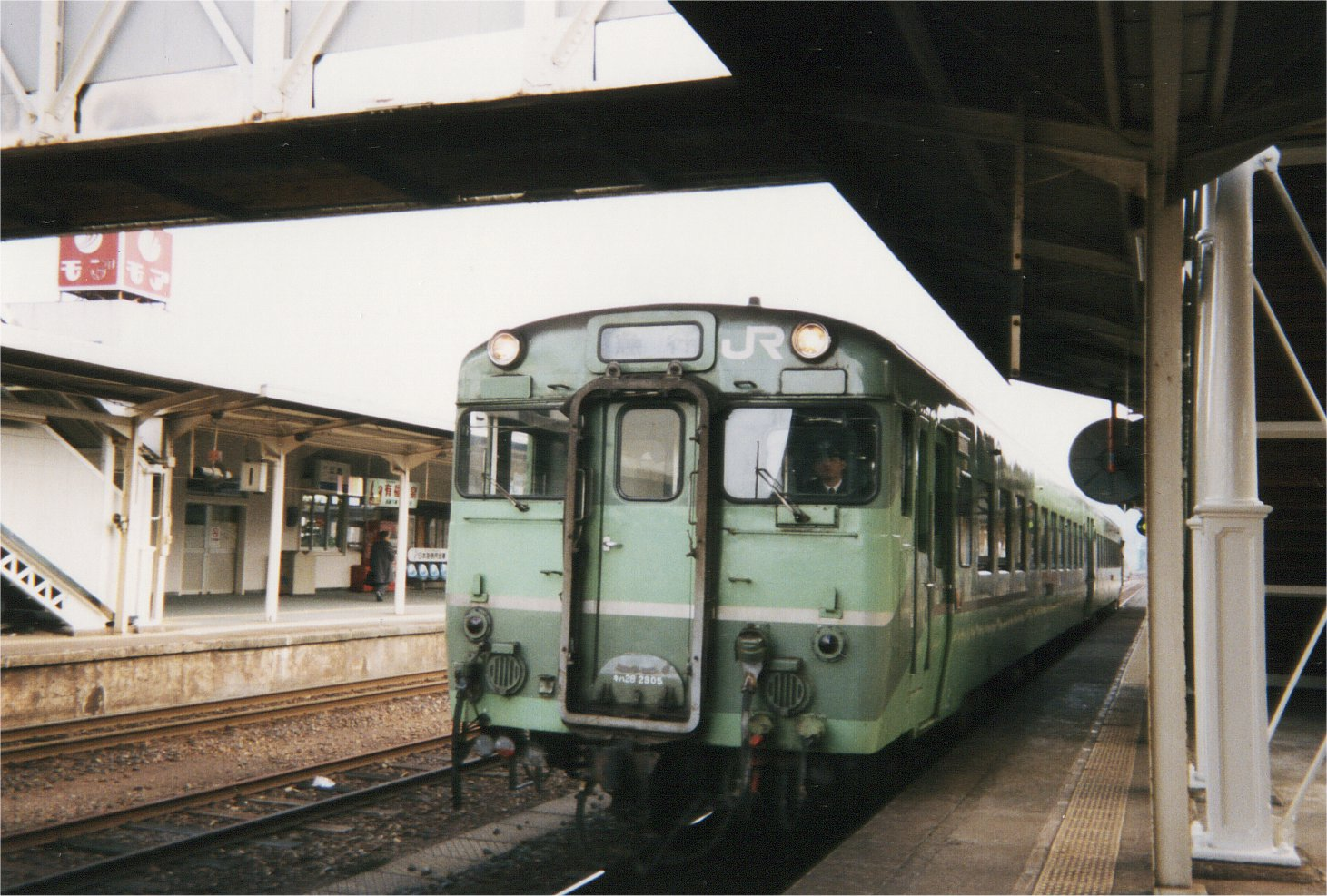
廢除日的急行「三瓶」

- 1997年（平成9年）3月22日：夜行急行「三瓶」變為臨時列車。
- 1999年（平成11年）：急行「三瓶」廢除。
- 2001年（平成13年）7月7日：特急「磯風」在米子站至益田站之間的區間由「超級松風」取代，使特急「磯風」的運輸區間縮短至益田站至小倉站之間[1]。
- 2005年（平成17年）3月1日：特急「磯風」廢除。使山陰本線於山口縣區間（益田站至下關站之間）再沒有特急、急行行走，使關門隧道再沒有日行特急、急行行走。

## 注腳